# Baranda (Ausgrabungsstätte)
Koordinaten: 16° 43′ 29″ S, 31° 51′ 49″ O
Baranda ist der Name einer archäologischen Ausgrabungsstätte im heutigen Simbabwe. Der Ort befindet sich unweit der Siedlung Chesa auf der Baranda-Farm, östlich der Stadt Mount Darwin und wurde nach dem einstigen Besitzer benannt.
Die Reste einer alten Siedlung nehmen ein Gebiet mit der Fläche von etwa 15 bis 20 Hektar ein. Bei der Prospektion erbrachten zahlreiche Suchschnitte über das ganze Gelände der Farm verteilt Reste von kegel- und zylinderförmigen Häusern. Bei der Grabung fanden sich zudem europäische Importartikel, die meist in das sechzehnte und siebzehnte Jahrhundert datieren, einige jedoch auch in das neunzehnte. Die Keramikimporte stammten überwiegend aus dem Nahen und Fernen Osten und Europa, dabei meist von der iberischen Halbinsel. Die lokal produzierte Keramik stellt aber bei weitem der größte Anteil des Fundgutes dar. Diese Funde stehen mit ihrer Dekoration in der Tradition der Keramik von Groß-Simbabwe.
Aus portugiesischen Quellen wird ein Handelsplatz namens Massapa überliefert, der wohl mit Baranda zu identifizieren ist. Dieser war Teil des Mutapareiches, er wurde nach zeitgenössischen portugiesischen Berichten noch im späten siebzehnten Jahrhundert zerstört.